# Стшижув (Лодзинське воєводство)
Стшижув (пол. Strzyżów) — село в Польщі, у гміні Джевиця Опочинського повіту Лодзинського воєводства.
Населення — 355 осіб (2011).
У 1975—1998 роках село належало до Радомського воєводства.

## Демографія
Демографічна структура станом на 31 березня 2011 року:
|          | Загалом | Допрацездатний вік | Працездатний вік | Постпрацездатний вік |
| -------- | ------- | ------------------ | ---------------- | -------------------- |
| Чоловіки | 168     | 32                 | 117              | 19                   |
| Жінки    | 187     | 39                 | 100              | 48                   |
| Разом    | 355     | 71                 | 217              | 67                   |